# La propriété, c'est le vol !

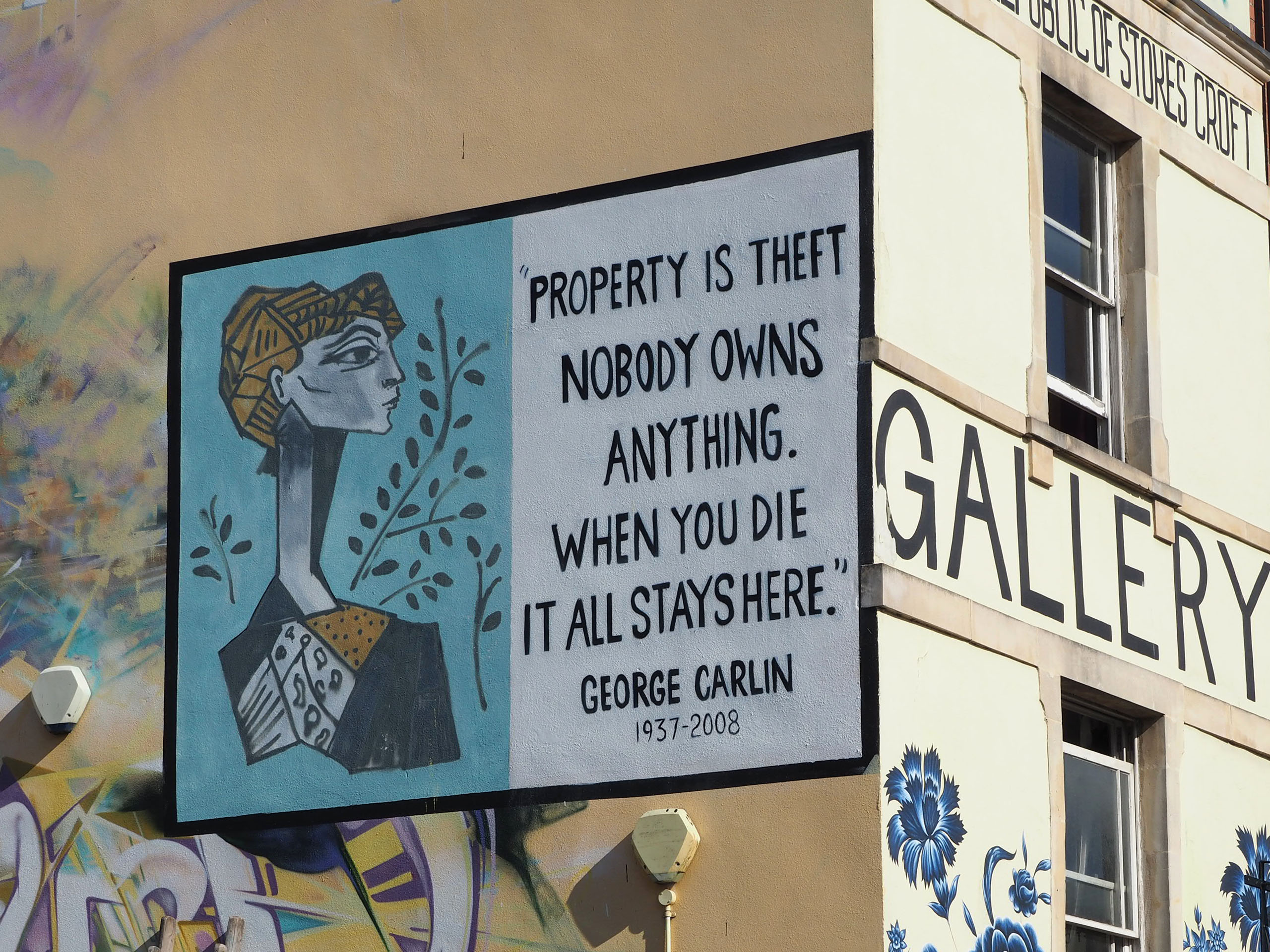
Property is Theft ! selon George Carlin

La propriété, c'est le vol ! est une phrase inspirée de l'ouvrage Qu'est-ce que la propriété ? (1840) du philosophe anarchiste français Pierre-Joseph Proudhon. Il est possible qu'elle ait été créée par Jacques Pierre Brissot dans ses Recherches philosophiques sur le droit de propriété et le vol dès 1780, mais Proudhon affirme ne pas avoir lu son livre avant d'utiliser la formule.

## Historique

### Premières utilisations de l'expression
Ambroise de Milan écrit que superfluum quod tenes tu furaris (« ce que tu possèdes et qui t'est superflu, tu l'as volé »).
En 1780, Jacques Pierre Brissot écrit dans ses Recherches philosophiques sur le droit de propriété et le vol que « cette propriété exclusive est un délit dans la nature ». Son ouvrage a pour objectif de plaider pour plus de clémence envers les personnes ayant volé des biens pour subvenir à leurs besoins primaires, mais ne parle pas d'une répartition des richesses en dehors de ce cas de survie.
En 1797, dans Histoire de Juliette, ou les Prospérités du vice, Donatien Alphonse François de Sade affirme que le droit de propriété contre le vol « n’est lui-même originairement qu’un vol » et qu’il ne peut y avoir « aucune propriété légitiment établie ».

### Pierre-Joseph Proudhon
En 1840, Proudhon publie Qu'est-ce que la propriété ? ou Recherche sur le principe du Droit et du Gouvernement où il défend l'idée que « La propriété, c’est le vol ».

« Si j’avais à répondre à la question suivante : Qu’est-ce que l’esclavage ? et que d’un seul mot je répondisse, C’est l’assassinat, ma pensée serait d’abord comprise. Je n’aurais pas besoin d’un long discours pour montrer que le pouvoir d’ôter à l’homme la pensée, la volonté, la personnalité, est un pouvoir de vie et de mort, et que faire un homme esclave, c’est l’assassiner. Pourquoi donc à cette autre demande, Qu’est-ce que la propriété ? ne puis-je répondre de même, C’est le vol, sans avoir la certitude de n’être pas entendu, bien que cette seconde proposition ne soit que la première transformée ? »

— Pierre-Joseph Proudhon, Qu'est-ce que la propriété ? ou Recherche sur le principe du Droit et du Gouvernement
Par « propriété », Proudhon fait référence à un concept relatif à la propriété foncière qui trouve son origine dans le droit romain : le droit souverain de propriété à condition qu'il se soumette en fin de compte au titre sanctionné par l'État, soutenant donc le droit de possession tout en critiquant le droit de propriété. Proudhon oppose le droit de propriété aux droits, eux vus comme valables, de liberté, d'égalité et de sécurité.
Pour Proudhon, la seule source légitime de la propriété est le travail. Ce que chacun produit est sa propriété et celle de nul autre. Considéré comme un socialiste libertaire, Proudhon refuse la possession capitaliste des moyens de production. De même, il rejette la possession des produits du travail par la société, estimant que « la propriété du produit, quand même elle serait accordée, n'emporte pas la propriété de l'instrument […]. Le droit au produit est exclusif, jus in re ; le droit à l'instrument est commun, jus ad rem. ». Pour Proudhon, seule la propriété coopérative, gérée en autogestion par les producteurs librement associés, permet le développement des individualités : c'est le mutuellisme.
En 1866, dans Théorie de la propriété, il affirme que « la propriété, c'est la liberté », rappelant qu'il désignait à l'origine seulement ceux qui tirent un revenu du travail des autres, sans travailler eux-mêmes. Pour lui, la propriété est la seule force qui puisse servir de contre-poids à l'État.

## Postérité

### Réutilisation
En 1909, James Connolly qualifie le socialisme de « grand mouvement du vingtième siècle contre le vol ».

### Analyses
En 1844, Max Stirner écrit L'Unique et sa propriété, où il juge la proposition de Proudhon comme contradictoire, disant que l'idée même de vol présuppose toujours l'existence du concept de la propriété.
En 1865, Karl Marx écrit à un contemporain que Proudhon a utilisé la formule de Brissot dans son livre. La même année, il reprend la critique de Stirner en accusant Proudhon de ne pas comprendre ses propres fantasmes sur la propriété bourgeoise.
Alfred Sudre cite lui aussi Brissot dans les termes « la propriété exclusive est un vol dans la nature ». L'auteur Robert Hoffman estime en 1972 que ces propos de Marx et Sudre servent surtout à attaquer la crédibilité de Proudhon.
En 2024, la philosophe Catherine Malabou publie Il n'y a pas eu de révolution : Réflexions anarchistes sur la propriété et la condition servile en France où, en proposant une relecture moderne de l'ouvrage Qu'est-ce que la propriété ?(1840), elle soutient que « l’exclusion persistante de la capacité à transmettre a reconduit le privilège de l’héritage »